# Eneko Andueza
Eneko Andueza Lorenzo (Eibar, 11 giugno 1979) è un politico spagnolo di origini basche, segretario generale del Partito Socialista dei Paesi Baschi-Euskadiko Ezkerra (PSE-EE) dal 2021.

## Biografia
Nasce ad Eibar, in Gipuzkoa, nel 1979. Ha conseguito una laurea in scienze politiche e amministrazione all'Università dei Paesi Baschi.
Inizia la sua carriera politica a 17 anni entrando a far parte delle "Gioventù socialiste dei Paesi Baschi" (in basco Euskadiko Ezkerraren Gazteak, in spagnolo Juventudes Socialistas de Euskadi), l'ala giovanile del PSE-EE. Il suo primo ruolo è quello di consigliere comunale di Ordizia, andando a coprire il posto vacante lasciato da alcuni colleghi che hanno rinunciato all'incarico sotto pressione per minacce dell'ETA. È stato, inoltre, assessore della Delegazione del Governo nei Paesi Baschi, capo di gabinetto di Iñaki Arriola, e vicesindaco del comune di Eibar.
Nel 2011 viene eletto alle Assemblee generali di Gipuzkoa, dove assume il ruolo di portavoce per il Gruppo Socialista, e dal 2016 è deputato del Parlamento basco. 
Nel dicembre del 2020 pubblica il controverso libro Los toros, desde la izquierda (lett. "i tori dalla sinistra") in difesa della tauromachia, con l'obbiettivo di «eliminare i complessi e proporre argomenti in difesa della nostra passione [per la corrida] da un punto di vista progressista».
Dal 2017 al 2021 svolge l'incarico di segretario generale del PSE-EE di Gipuzkoa, e al contempo è membro della Commissione esecutiva del PSE-EE e del Comitato federale del PSOE. 
Durante il IX Congresso dei Socialisti Baschi, celebrato a Bilbao nel novembre del 2021, viene eletto Segretario Generale del PSE-EE con il 95,3% dei voti.

## Opere
- Dolores Aguirre, Palabra de Ganadera (Editorial Servisistem, 2014)
- José Cruz, el sueño de Joselillo (Editorial Servisistem, 2016)
- Los toros, desde la izquierda (Editorial Servisistem, 2020)
- Jóvenes sin juventud (Fundación Ramón Rubial, 2021)